# Аркус 94
Разработката на български пистолети в „Аркус“ започва през 1981 г., като първите образци носят името „Белица“ и са калибър 9 мм. Те са почти пълно копие на белгийския Browning HP или т.нар. Р35. По-следващите модификации продължават да носят името „Белица“, но се различават от базовия оригинал.
Новият вариант има правоъгълна форма на затворния блок, по-широка рама, разширена спускова скоба – права в предната си част за удобство при захващане с 2 ръце. Чирените на ръкохватката са набраздени за по-устойчив захват. С пистолета еднакво добре се борави с дясна и с лява ръка по избор. При някои образци е удължена задната стена на рамата, а при други спусковата скоба е закръглена. Произведени са и образци с двустранно разположение на лостчето на предпазителя. Заедно с образци с единично действие на ударно-спусковия механизъм са произведени и с двойно действие – формата на откритото ударно чукче е променена.
Направен е изцяло от студено кована стомана, което увеличва двойно устойчивостта на цевта против износване. Пистлетът работи при използване отката на затвора при къс ход на цевта. Заключването на цевта към затвора се осъществява с помощта на 2 напречни издатъка, изработени в горната част на цевта, които в изходно положение влизат в съответните канали на затворния блок. След изстрел системата затвор-цев се придвижва назад. При излизането на куршума от цевта издатъкът под патронника се приплъзва по вложката на рамата и задната част на цевта „потъва“ надолу, отключвайки затворния блок.
„Аркус-94“ е снабден с ударно-спусков механизъм с единично действие (SA), което е счетено, че задоволява изискванията на гражданския оръжеен пазар. Предназначен е за 9-мм патрон Parabellum, стандартен за страните от НАТО. Лостът на предпазителя е изнесен от двете страни на рамата.
След поставянето на адаптер пистолетът може да се пригоди да стреля с патрони 22. калъбър.
Пълнителят е различна вместимост – 10, 13 или 15 патрона. На базата на „Аркус 94“ е произведен и моделът „Аркус 94 С“, който е с по-къса ръкохватка и цев.
| Характеристика          | Аркус 94                          | Аркус 94 С            |
| ----------------------- | --------------------------------- | --------------------- |
| калибър                 | 9 мм.                             | 9 мм.                 |
| обща дължина            | 20,3 см.                          | 18,6 см.              |
| обща височина           | 12,9 см.(13,9 см. при 15 патрона) | 13 см.                |
| начална скорост         | 340 м/сек – 1224 km/h             | 340 м/сек – 1224 km/h |
| маса без пълнител       | 970 гр.(1.010 кг. при 15 патрона) | 920 гр.               |
| скорострелност          | 40 изстр/мин                      | 40 изстр/мин          |
| вместимост              | 10,13 или 15 патрона              | 10 или 13 патрона     |
| ефективна далекобойност | 50 метра                          | 50 метра              |